# Campoplex mandibularis
Campoplex mandibularis är en stekelart som beskrevs av Horstmann 1985. Campoplex mandibularis ingår i släktet Campoplex och familjen brokparasitsteklar. Inga underarter finns listade.